# Antoine Cuissard

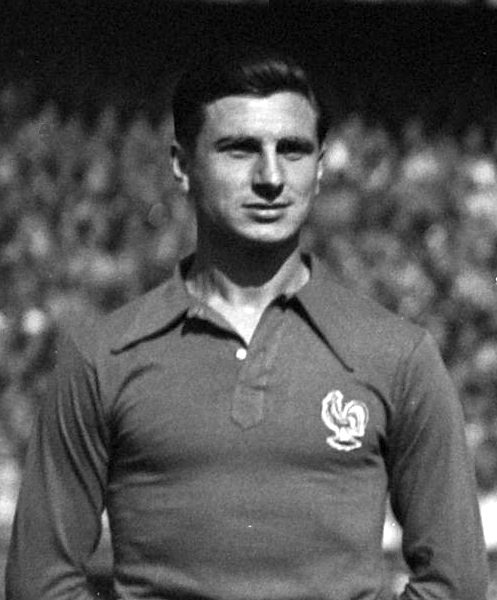
Antoine Cuissard im Jahr 1949

Antoine Cuissard (* 19. Juli 1924 in Saint-Étienne; † 3. November 1997 in Saint-Brieuc) war ein französischer Fußballspieler und -trainer. Er ist einer von nur zwei Spielern seit Einführung des professionellen Fußballs in Frankreich, die auch dann in die A-Nationalmannschaft berufen wurden, als sie bei einem Amateurklub spielten.

## Der Spieler
Antoine Cuissard entstammte einer fußballbegeisterten Familie; seine Großeltern, Inhaber eines Fischgeschäfts in der bretonischen Hafenstadt Lorient, gehörten zu den Gründern des FC Lorient. Sein Schwager Julien Stopyra, sein Neffe Yannick Stopyra und dessen Cousin Yvon Goujon spielten nach dem Zweiten Weltkrieg allesamt für die französische Nationalelf. Cuissard wurde zwar in der Heimatstadt seiner Mutter geboren, wuchs aber in der Bretagne auf, wo er in Quimper am Likès, einer Einrichtung der Brüder der christlichen Schulen, seine Ausbildung erhielt. Seit seinem 15. Lebensjahr spielte er in dessen Schulmannschaft; während des Zweiten Weltkriegs wurde er Mitglied beim FC Lorient, der in der Division d'honneur, der höchsten Amateurliga, spielte.

### Im Verein
Seinen ersten Profivertrag unterschrieb der rechte Läufer 1944 in seiner Geburtsstadt bei der AS Saint-Étienne. In der aufgrund der deutschen Besetzung noch zweigeteilten Division 1 belegte der Verein nur einen Mittelfeldplatz in der Südgruppe, aber nach der Befreiung trug Cuissard neben den Torjägern René Alpsteg und Antoine Rodriguez maßgeblich dazu bei, dass seine Verts – „die Grünen“ ist die in Frankreich geläufige Bezeichnung für die ASSE – unter ihrem österreich-stämmigen Trainer Ignace Tax in der wieder eingleisigen höchsten Spielklasse Vizemeister wurden. Der schnelle, vielseitig einsetzbare und technisch brillante Bretone, dem nebenbei in den beiden Jahren auch 19 Ligatore gelungen waren, hatte dabei einen so nachhaltigen Eindruck hinterlassen, dass er Anfang 1946 erstmals in die französische Nationalelf berufen wurde.
Umso überraschender, dass er nach dieser erfolgreichen Saison Saint-Étienne verließ und nach Lorient zurückkehrte. Neben seiner in etlichen Quellen zitierten und auch später in seinem Leben immer wieder die Oberhand gewinnenden Verbundenheit zur heimatlichen Bretagne dürfte zu diesem Schritt auch die Tatsache beigetragen haben, dass sein ASSE-Mitspieler Jean Snella 1946 seine erste Trainerstelle ausgerechnet bei Cuissards „Familienverein“ FC Lorient erhielt, der noch immer nur im Amateurlager antrat. Seiner internationalen Karriere tat dies freilich keinen Abbruch: in dieser Spielzeit 1946/47 bestritt er seine Länderspiele Nummer fünf bis neun.
1947 kehrte Antoine Cuissard dann aber doch zu den Verts und in den Profibetrieb zurück. Diesmal blieb er für fünf Jahre, von denen Snella, ab 1948 bei den Amateuren, ab 1950 bei der Ligamannschaft der ASSE tätig, während der letzten drei wiederum sein Trainer war. Zu seinen bekanntesten Mitspielern gehörten 1947/48 Kader Firoud und ab 1950 Kees Rijvers; 1948 schaffte es Saint-Étienne noch einmal auf den vierten Platz, ansonsten spielte Cuissards Elf nur im Tabellenmittelfeld mit.
Daraufhin wechselte er 1952 zum OGC Nizza, der gerade den Doublé aus Meisterschaft und Landespokal gewonnen hatte. Eine Verletzung warf ihn dort allerdings frühzeitig so stark zurück, dass Nizza ihn vorübergehend an den benachbarten Zweitligisten AS Cannes auslieh. 1953/54 gehörte Cuissard dann aber wieder zur Stammelf im Stade du Ray, kehrte auch in die Équipe tricolore zurück und gewann endlich seinen ersten Titel: an der Seite von Nationalspielern wie Joseph Ujlaki, Abderrahman Mahjoub und Just Fontaine wurde er mit OGC nach einem 2:1-Endspielsieg über Olympique Marseille französischer Pokalsieger. Dass deren Offensivkräfte Gunnar Andersson und Larbi Ben Barek nicht wie gewohnt zur Entfaltung kamen, war auch Cuissards Verdienst.
Nach einem weiteren Jahr in Nizza zog es ihn 1955 in die Bretagne zurück, wo er bei Stade Rennais Université Club erneut einen Wechsel in die Unterklassigkeit in Kauf nahm. 1956 führte Antoine Cuissard Rennes zur Zweitligameisterschaft, kehrte 1957 mit diesem in die Division 2 zurück, stieg 1958 wieder in die höchste Liga auf und beendete dort, nachdem der Verein im Sommer 1959 den Klassenerhalt gesichert hatte, seine Spielerlaufbahn.

Insgesamt hat Antoine Cuissard seit 1948 – für die Jahre davor sind nur Treffer-, aber keine Einsatzzahlen zu ermitteln – 226 Spiele in der Division 1 bestritten und darin 48 Treffer erzielt, und zwar 104/20 für Saint-Étienne, 79/16 für Nizza und 43/12 für Rennes. In den drei Spielzeiten bis 1948 kamen 34 Punktspieltore für die ASSE hinzu.

#### Stationen
- FC Lorient (als Jugendlicher, bis 1944)
- AS Saint-Étienne (1944–1946)
- FC Lorient (1946/47, in der DH)
- AS Saint-Étienne (1947–1952)
- OGC Nizza (1952–1955)
- AS Cannes (zeitweise 1952/53, in der D2)
- Stade Rennes UC (1955–1959, davon 1955/56 und 1957/58 in der D2)

### In der Nationalmannschaft
Zwischen April 1946 und Mai 1954 wurde Antoine Cuissard insgesamt 27-mal in die Nationalmannschaft berufen und erzielte auch in diesem Kreis ein Tor. 20 Länderspiele bestritt er während seiner Zeit bei der AS Saint-Étienne, fünf beim FC Lorient und zwei bei Nizza, wurde sowohl als Mittelläufer als auch als halbrechter Stürmer eingesetzt. Ende der 1940er bildete er gemeinsam mit Jean Prouff, ebenfalls ein Bretone, ein auch außerhalb Frankreichs geschätztes Seitenläuferpaar; ein früher Höhepunkt war der 2:1-Außenseitersieg der Franzosen gegen den „Fußballlehrmeister“ England am 19. Mai 1946. Unter den Gegnern, auf die Cuissard traf, waren mit Österreich (3:1, 1946) und der Schweiz (2:1-Sieg in Lausanne, 1947) auch zwei Mannschaften aus deutschsprachigen Ländern.
Zwischen Juni 1951 und November 1953 fehlte Cuissard bei den Bleus. 1954, in seinem letzten Spiel, durfte er dafür einmalig als Mannschaftskapitän auflaufen. Daran, dass diesem Spiel gegen Belgien kein weiterer internationaler Einsatz folgte, erinnerte er sich dennoch nur ungern, weil der Fußballverband ihn zwar für das französische Aufgebot bei der Weltmeisterschaftsendrunde in der Schweiz nominiert hatte, er dort jedoch nicht mehr eingesetzt wurde.

## Der Trainer
Nach seiner aktiven Zeit arbeitete Antoine Cuissard als Fußballlehrer. Dabei blieb er mit Ausnahme einer Saison beim korsischen Erstligisten AC Ajaccio, mit dem ihm der Klassenerhalt gelang, stets in der Bretagne: insgesamt sechs Jahre trainierte er Stade Rennes, mit dem er nur 1975/76 nicht in der Division 1 vertreten war und wo er 1964 von Prouff abgelöst wurde, und zwei Spielzeiten seinen „Familienverein“ in der zweiten Division. In dieser Zeit betrieb er in Rennes ein Sportartikelgeschäft, das er seinem ehemaligen Mannschaftskameraden Jean Grumellon abgekauft hatte.
Anschließend ließ er sich nordwestlich von Genf in Gex nieder; nach einigen geschäftlichen Misserfolgen erinnerte er sich an den großelterlichen Betrieb und eröffnete in der Bretagne ein Fischgeschäft, das er bis zu seinem Tode betrieb.

### Stationen
- Stade Rennes (1961–1964)
- FC Lorient (1967–1969)
- AC Ajaccio (1971/72)
- Stade Rennes (1974–1977)

## Palmarès
- Französischer Vizemeister 1946 (mit Saint-Étienne)
- Französischer Pokalsieger: 1954 (mit Nizza)
- 27 A-Länderspiele, ein Treffer